# Nudo de trébol
En la teoría de nudos, una rama de las matemáticas, el nudo de trébol es el ejemplo más simple de un nudo no trivial. El trébol se puede obtener uniendo los dos extremos sueltos de un nudo simple común, dando como resultado un lazo anudado. Como el nudo más simple, el trébol es fundamental para el estudio de la teoría matemática del nudo.
El nudo del trébol lleva el nombre de la planta del trébol de tres hojas (o Trifolium).

## Descripción

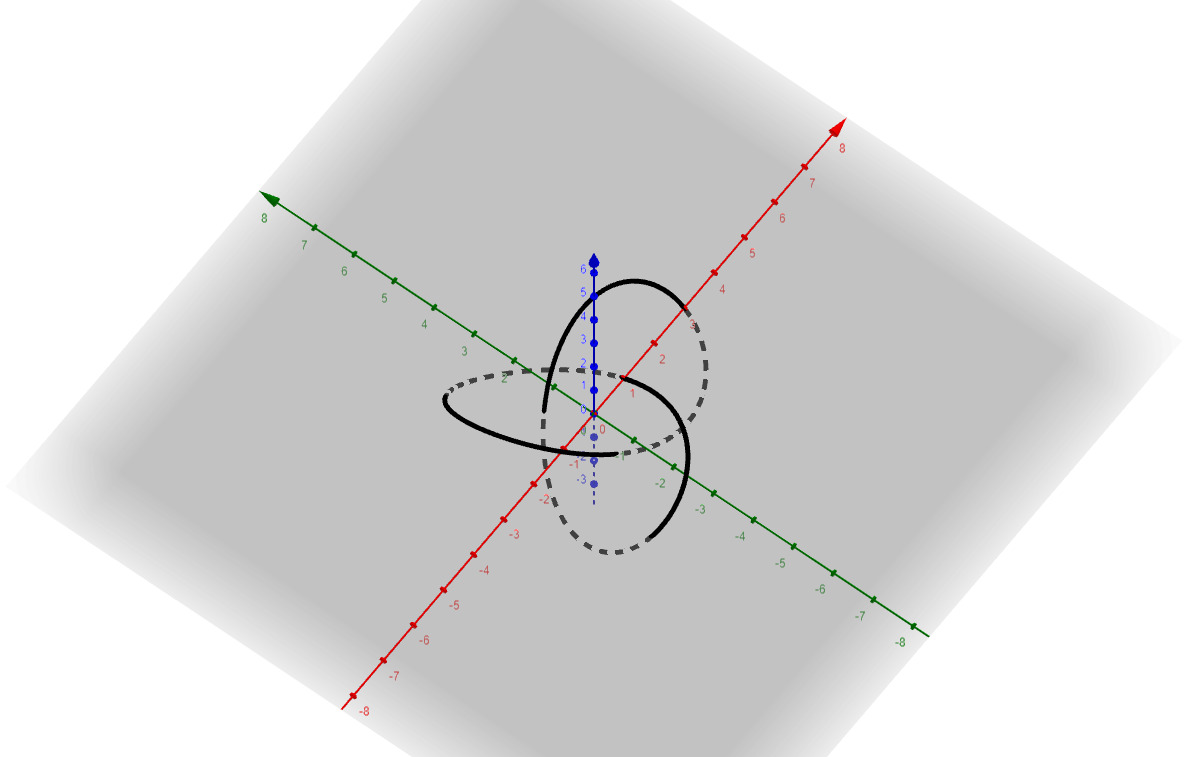
Gráfica en 3D de un nudo de trébol

El nudo del trébol se puede definir como la curva obtenida de las siguientes ecuaciones paramétricas:
{\displaystyle {\begin{aligned}f(t)&=\cos t+2\cos 2t\\g(t)&=\sin t-2\sin 2t\\h(t)&=-\sin 3t\end{aligned}}}
El (2,3)-nudo toroidal también es un nudo de trébol. Las siguientes ecuaciones paramétricas dan un (2,3)-nudo toroidal que se encuentra sobre un toro (geometría) {\displaystyle (r-2)^{2}+z^{2}=1}:
{\displaystyle {\begin{aligned}f(t)&=(2+\cos 3t)\cos 2t\\g(t)&=(2+\cos 3t)\sin 2t\\h(t)&=\sin 3t\end{aligned}}}

El nudo simple se convierte en un nudo de trébol al unir los extremos

Realización del nudo de trébol

Cualquier deformación continua de la curva anterior también se considera un nudo de trébol. Específicamente cualquier curva isotópica a un nudo de trébol también se considera un trébol. Además, la imagen especular de un nudo de trébol también se considera un trébol. En topología y teoría de nudos, el trébol se define usando un diagrama de nudos en lugar de una ecuación paramétrica explícita.
En geometría algebraica, el trébol también se puede obtener como la intersección en C2 de la unidad 3-esfera S3 con la curva compleja del plano de ceros del polinomio z2 + w3 (una parábola semicúbica).

## Simetría
El nudo del trébol es quiral, en el sentido de que un nudo del trébol se puede distinguir de su propia imagen especular. Las dos variantes resultantes se conocen como trébol para zurdos y trébol para diestros. No es posible deformar un trébol de mano izquierda continuamente en un trébol de mano derecha, o viceversa. (Es decir, los dos tréboles no son isotópicos ambientales).
Aunque quiral, el nudo del trébol también es invertible, lo que significa que no hay distinción entre un trébol orientado en sentido contrario a las agujas del reloj y uno orientado en el sentido de las agujas del reloj. Es decir, la quiralidad de un trébol depende solo de los cruces por encima y por debajo, no de la orientación de la curva.

## No trivialidad
El nudo de trébol no es trivial, lo que significa que no es posible “desatar” un nudo de trébol en tres dimensiones sin cortarlo. Matemáticamente, esto significa que un nudo de trébol no es isotópico al Nudo trivial. En particular, no hay una secuencia de Movimiento de Reidemeister que desate un trébol.

Probar esto requiere la construcción de un nudo invariante que distingue el trébol del desanudado. El invariante más simple es tricoloreabilidad: el trébol es tricoloreable, pero el nudo trivial no lo es. Además, prácticamente todos los polinomios de nudos principales distinguen el trébol de un nudo, al igual que la mayoría de los otros invariantes de nudos fuertes.

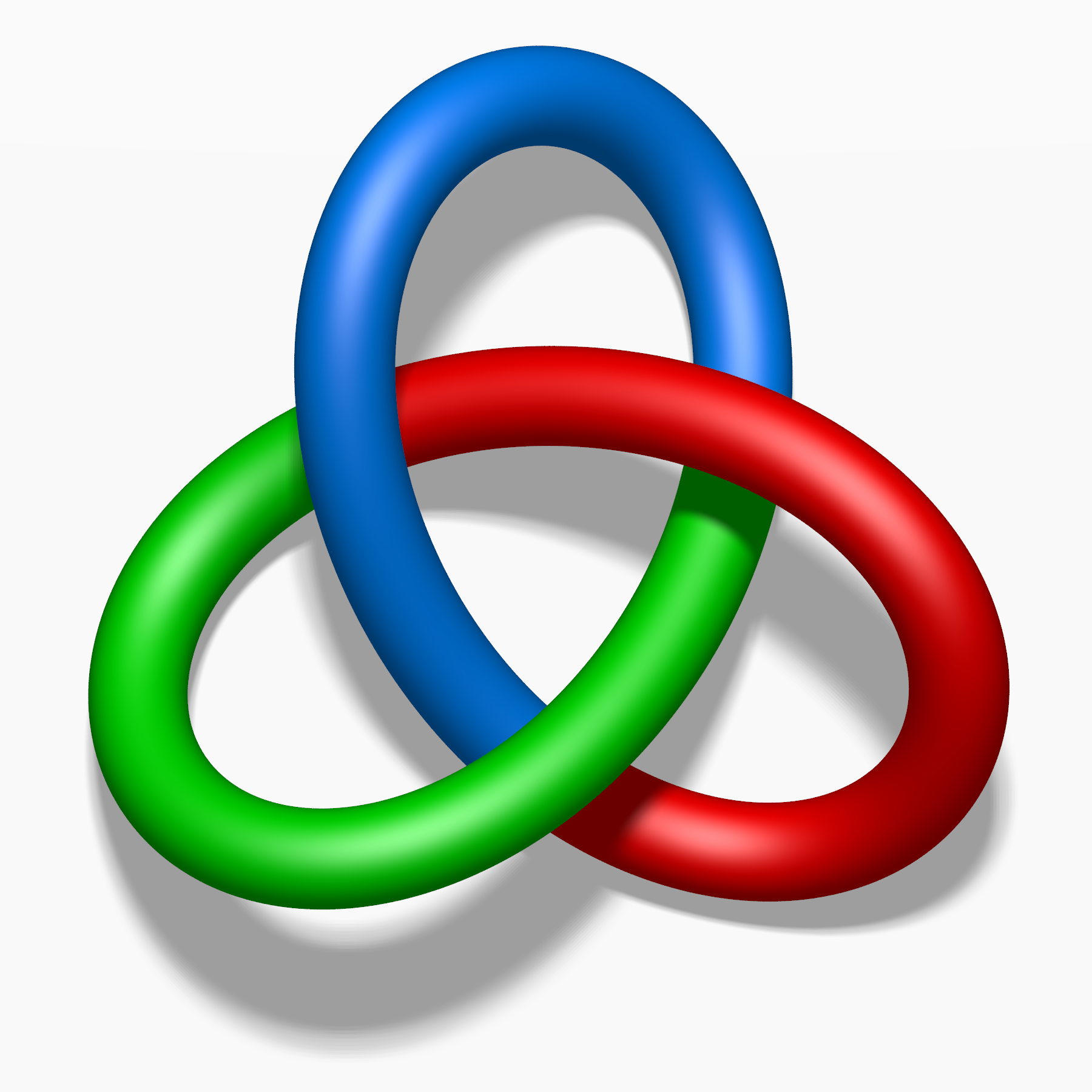
El nudo de trébol es tricoloreable.

## Clasificación
En la teoría de nudos, el trébol es el primer nudo no trivial, y es el único nudo con número de cruce tres. Es un nudo primo y aparece como 31 en la notación de Alexander-Briggs. La notación de Dowker para el trébol es 4 6 2, y la notación de Conway es [3].
El trébol se puede describir como el (2,3)-nudo del toro. También es el nudo que se obtiene al cerrar el trenza σ13.
El trébol es un nudo alterno. Sin embargo, no es un nudo de corte, lo que significa que no une un disco bidimensional liso en la bola de 4 dimensiones; una forma de probar esto es notar que su firma no es cero. Otra prueba es que su polinomio de Alexander no satisface la condición de Fox-Milnor.
El trébol es un nudo de fibra, lo que significa que su complemento de nudo en {\displaystyle S^{3}} es un paquete de fibras sobre el círculo {\displaystyle S^{1}}. El trébol K puede verse como el conjunto de pares {\displaystyle (z,w)} de números complejos tal que {\displaystyle |z|^{2}+|w|^{2}=1} and {\displaystyle z^{2}+w^{3}=0}. Entonces este paquete de fibras tiene el mapa de Milnor {\displaystyle \phi (z,w)=(z^{2}+w^{3})/|z^{2}+w^{3}|} como la proyección del haz de fibras del complemento de nudo {\displaystyle S^{3}\setminus \mathbf {K} } al círculo {\displaystyle S^{1}}. La fibra es una Punción (topología) toroide. Dado que el complemento de nudo también es un Espacio de fibra de Seifert con límite, tiene una superficie horizontal incompresible; esta es también la fibra del mapa de Milnor. (Esto supone que el nudo se ha engrosado para convertirse en un toroide sólido Nε(K), y que el interior de este toroide sólido se ha eliminado para crear un complemento de nudo compacto  {\displaystyle S^{3}\setminus \operatorname {int} (\mathrm {N} _{\varepsilon }(\mathbf {K} )}.)

Forma de nudo de trébol sin simetría triple visual

## Invariantes
El Polinomio de Alexander del nudo del trébol es
{\textstyle \Delta (t)=t-1+t^{-1},}
y el Polinomio de Conway es
{\textstyle \nabla (z)=z^{2}+1.}
El Polinomio de Jones es
{\textstyle V(q)=q^{-1}+q^{-3}-q^{-4},}
y el Polinomio de Kauffman del trébol es
{\textstyle L(a,z)=za^{5}+z^{2}a^{4}-a^{4}+za^{3}+z^{2}a^{2}-2a^{2}.}
El Polinomio HOMFLY del trébol es
{\textstyle L(\alpha ,z)=-\alpha ^{4}+\alpha ^{2}z^{2}+2\alpha ^{2}.}
El grupo de nudos del trébol viene dado por la presentación
{\textstyle \langle x,y\mid x^{2}=y^{3}\rangle }
o equivalentemente
{\textstyle \langle x,y\mid xyx=yxy\rangle .}
Este grupo es isomorfo al grupo trenzado con tres hilos.

## En religión y cultura
Como el nudo no trivial más simple, el trébol es un motivo común en la iconografía y las artes visuales. Por ejemplo, la forma común del símbolo triquetra es un trébol, al igual que algunas versiones del germánico Valknut.
|                                                   |
| Un colgante nórdico antiguo Mjöllnir con tréboles |

|           |
| Triquetra |

|                   |
| Valknut germánico |

|                                        |
| Un Valknut metálico en forma de trébol |

|                                    |
| Una cruz celta con nudos de trébol |

|                     |
| Una Cruz carolingia |

|                                                                                        |
| Superficie matemática en la que el límite es el nudo del trébol en diferentes ángulos. |

En el arte moderno, el grabado en madera Nudos de M. C. Escher representa tres nudos de trébol cuyas formas sólidas están torcidas de diferentes maneras.